# 天涯海角

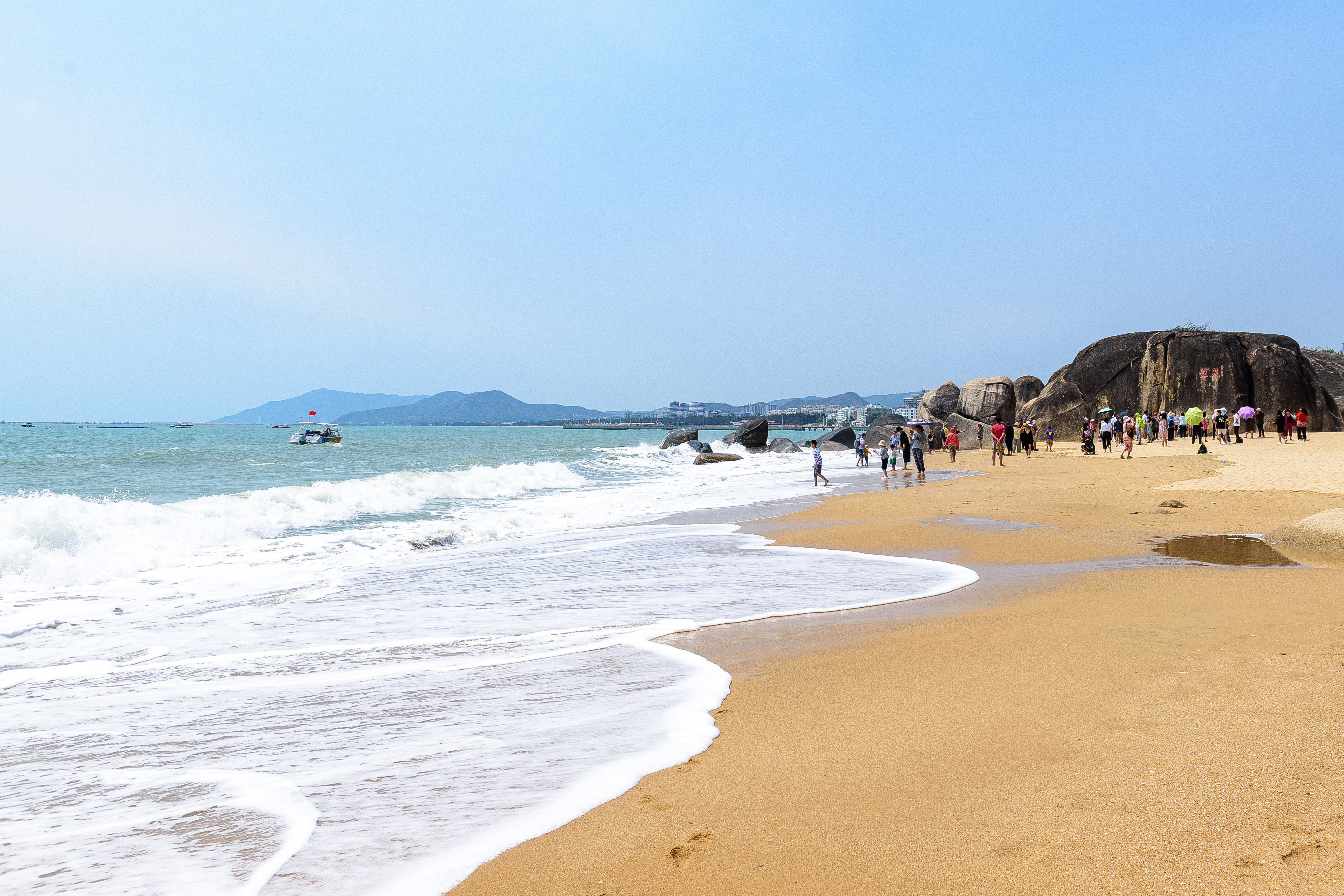
天涯石周边的海滩

天涯海角是中華人民共和國海南省三亚市的一处著名海滨风景旅游区，相傳一對情侶只要一起走到天涯海角就可一生一世擁有對方，位于三亚市区西面24千米处。

## 历史
天涯海角石指的是日月石往西数公里的一组岩石中的两块。
天涯石东面刻有雍正十一年崖州太守程哲题的“天涯”二字；海角石上“海角”两字则是由调任琼崖守备司令部司令不久的国民党少将王毅于1939年1月8日刻下。
天涯海角石东侧有南天一柱石，上面的字系宣统元年永安范云梯题。
整个天涯海角风景区内怪石嶙峋，且其上有许多文人墨客的遗迹，多是历代被流放到此的官员触景生情所作。整个风景区海滩绵延数公里，沙滩上多有冲上来的贝壳类生物。此处是中國大片陆地的最南端，由此向南便是一望无垠的南海。
2009年5月8日，天涯海角石刻被公布为第二批海南省文物保护单位。
2023年6月1日起，天涯海角游览区免费开放。

## 景观

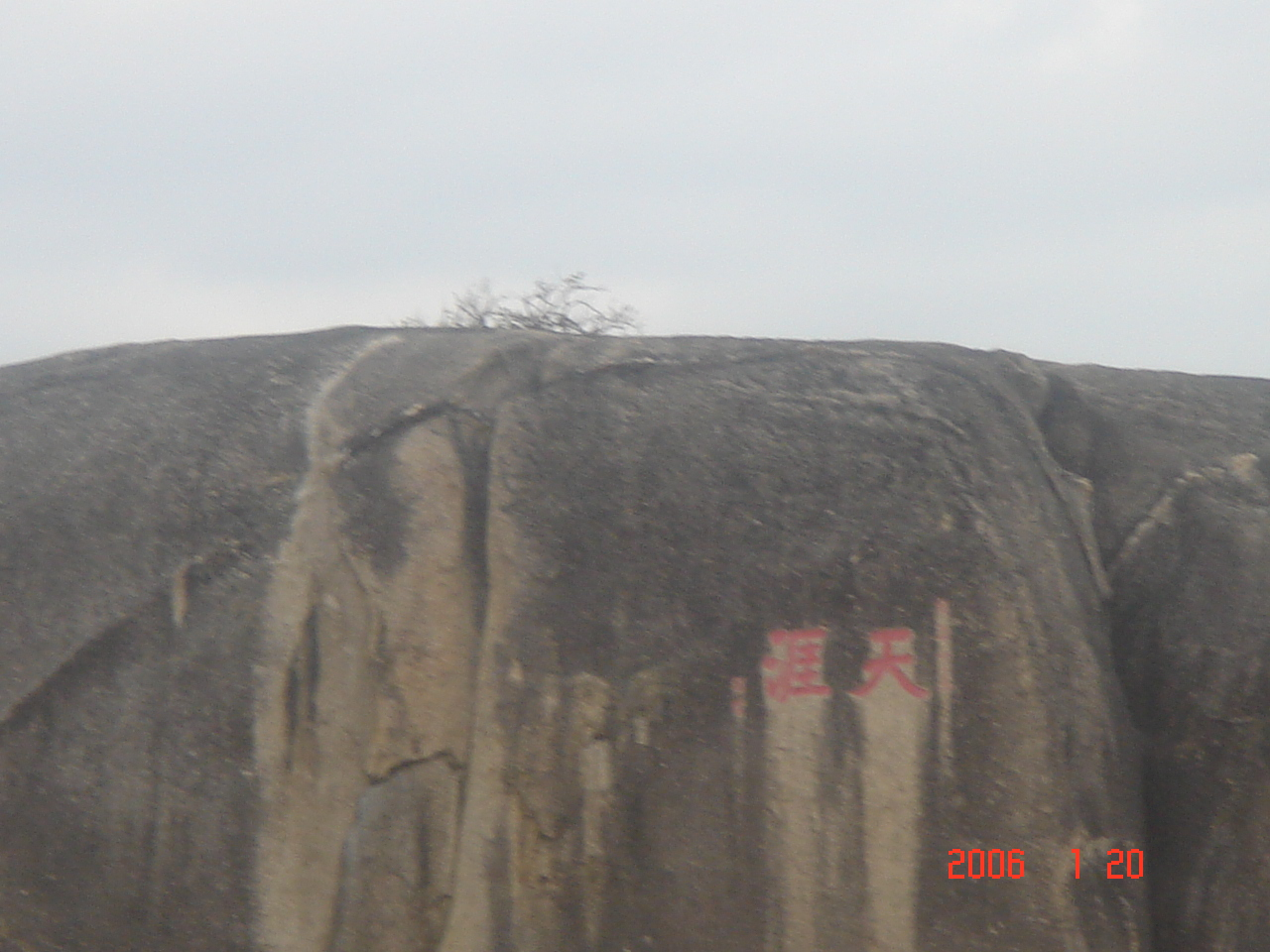
天涯
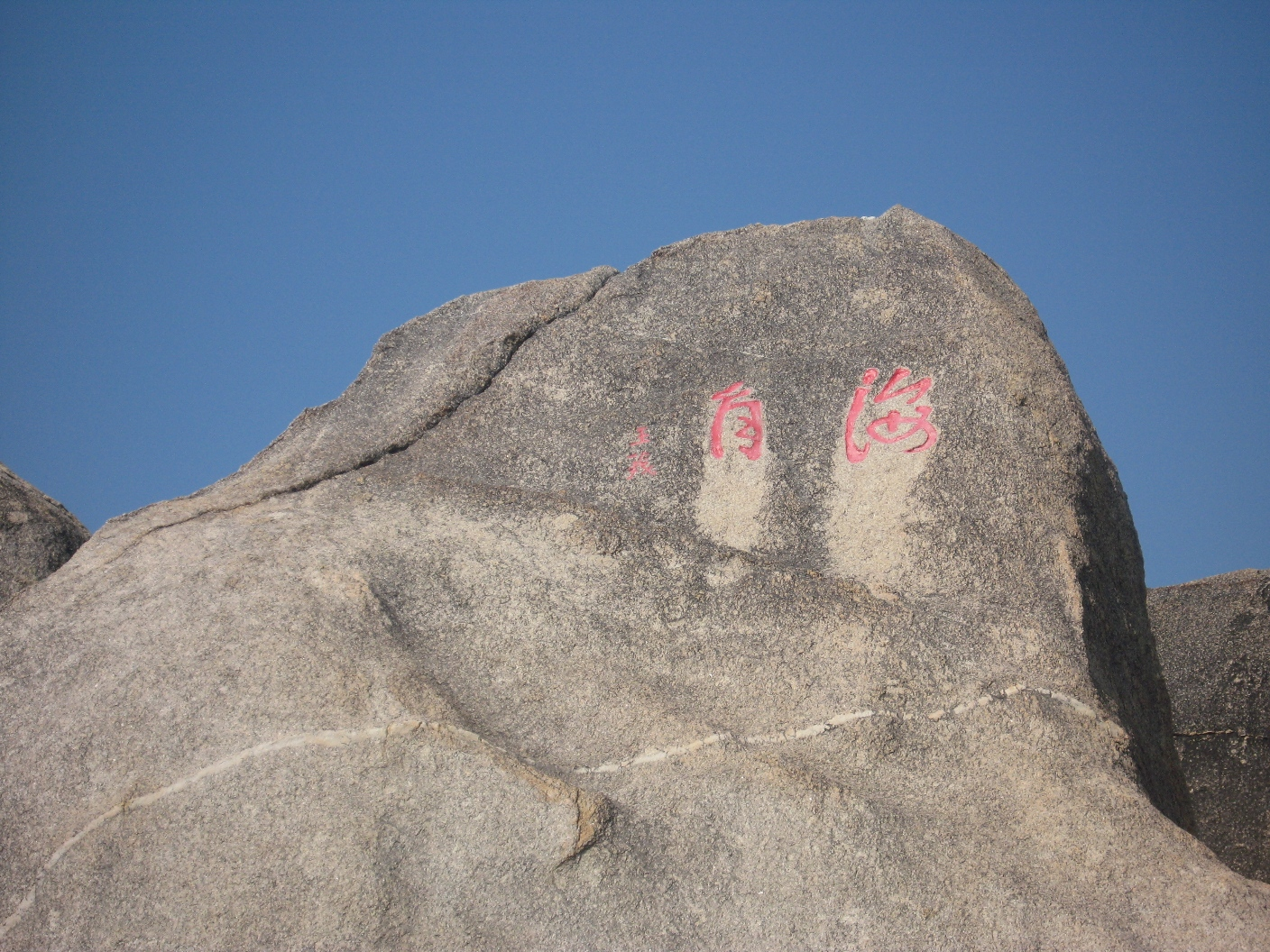
海角
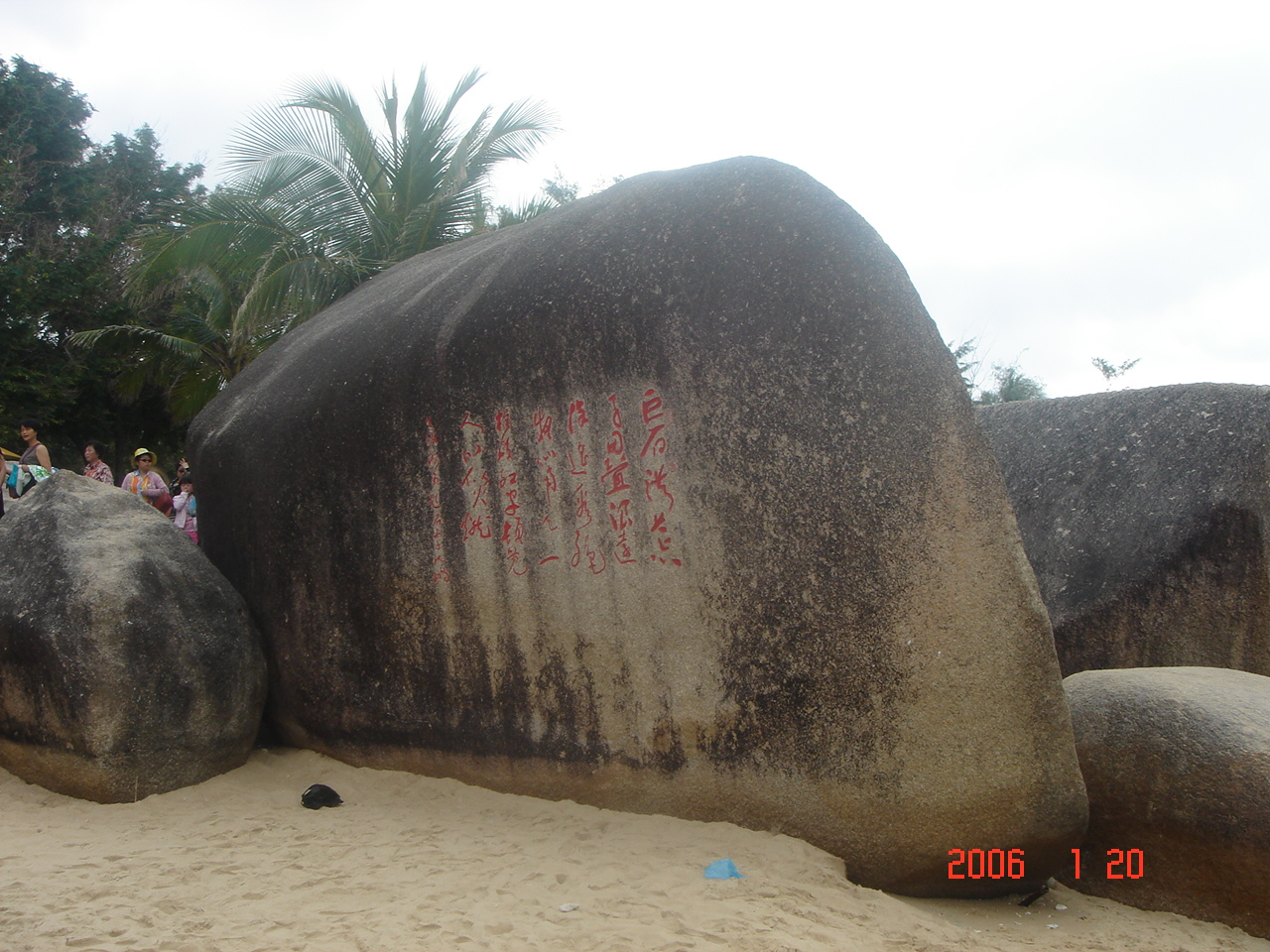
文人墨客的遗迹
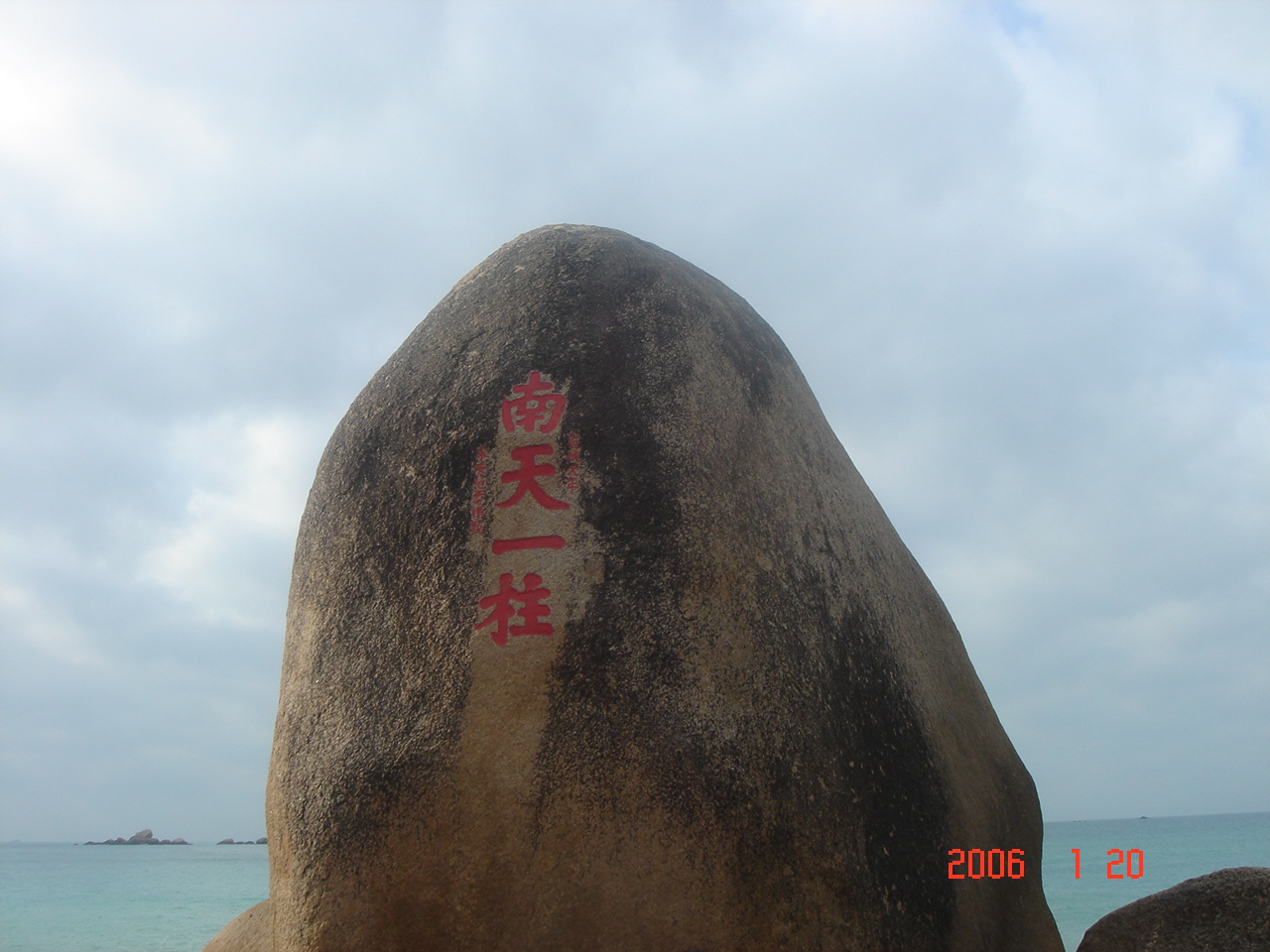
南天一柱
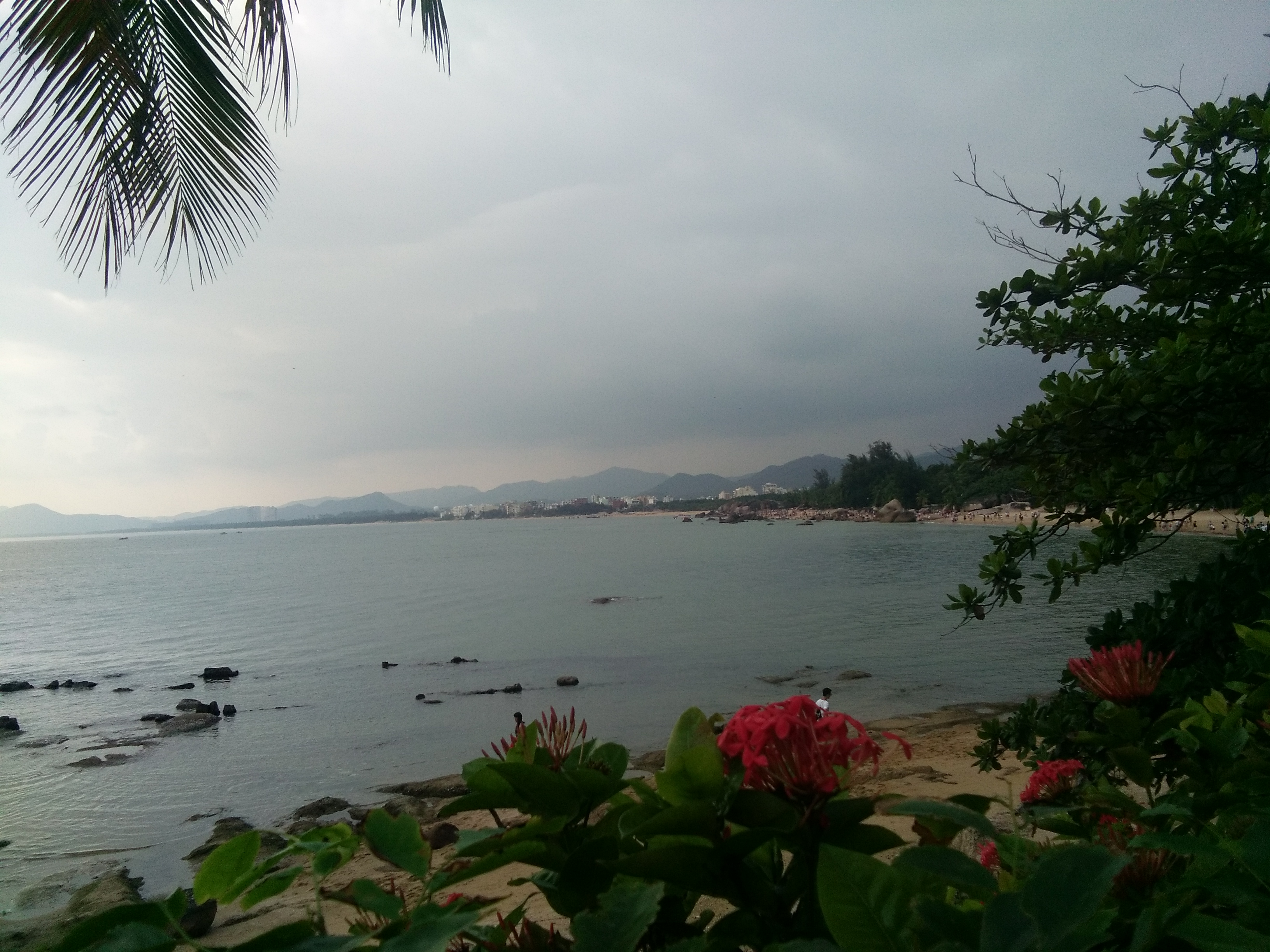
远望天涯海角
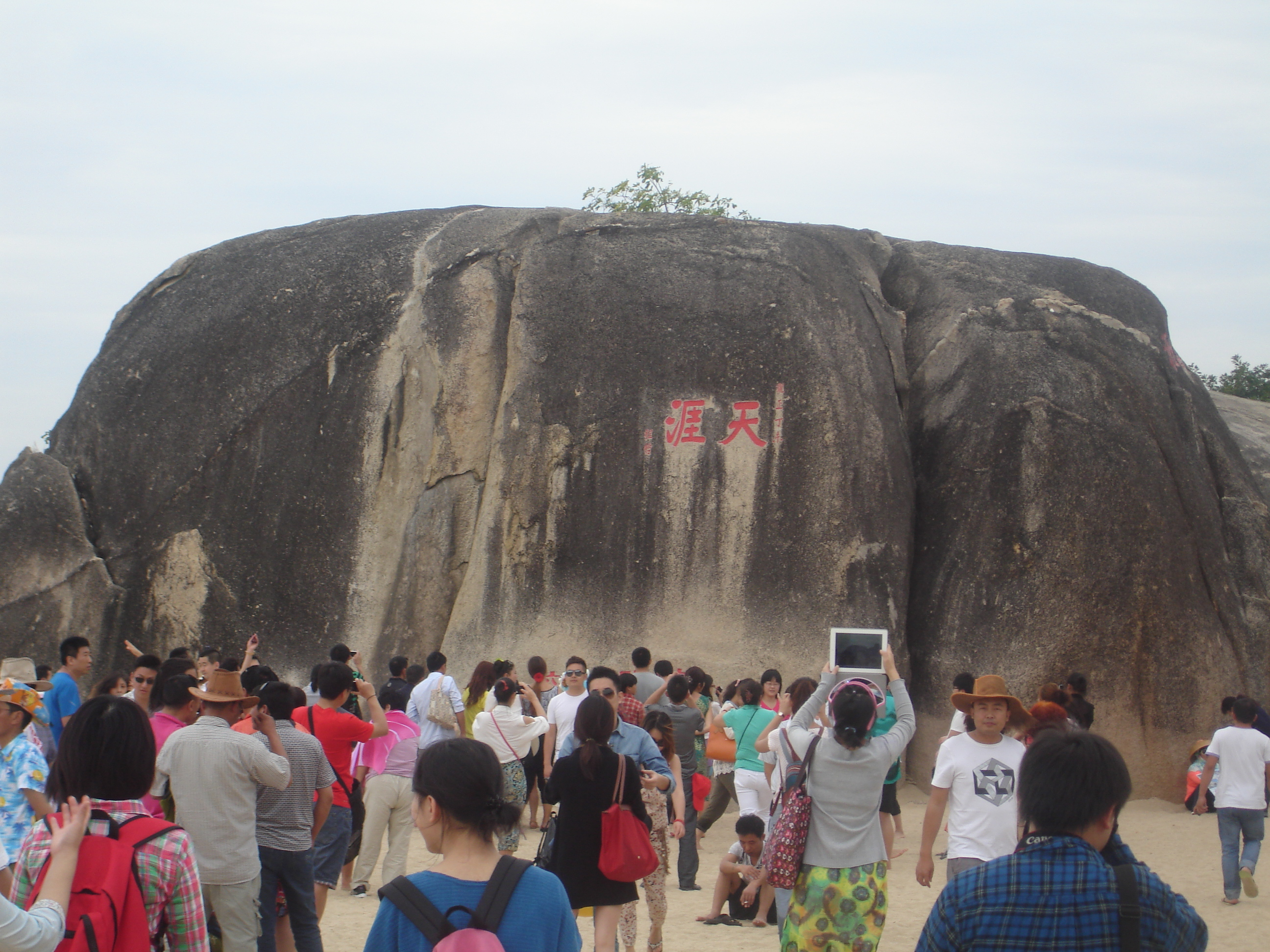
天涯前合影

## 外部連結
- 天涯海角官网（页面存档备份，存于）
- 海南省政府旅游網 （中文）
- 天涯海角旅游景點介紹（页面存档备份，存于） （中文）
- 天涯海角旅游景點介紹2 （中文）
- 海南省政府旅游資訊（页面存档备份，存于） （中文）
- 海南特色旅游資訊（页面存档备份，存于） （中文）
- 中國海南島三亞旅游資訊（页面存档备份，存于） （英文）

18°17′35″N 109°20′44″E / 18.29298°N 109.34545°E